# غورياتشيغورسك (كراسنوجارسك)
غورياتشيغورسك (بالروسية: Горячегорск) هي مدينة في مقاطعة كراسنويارسك كراي في روسيا.
يبلغ عدد سكانها حوالي 808   نسمة.